# Danilo Kamperidis

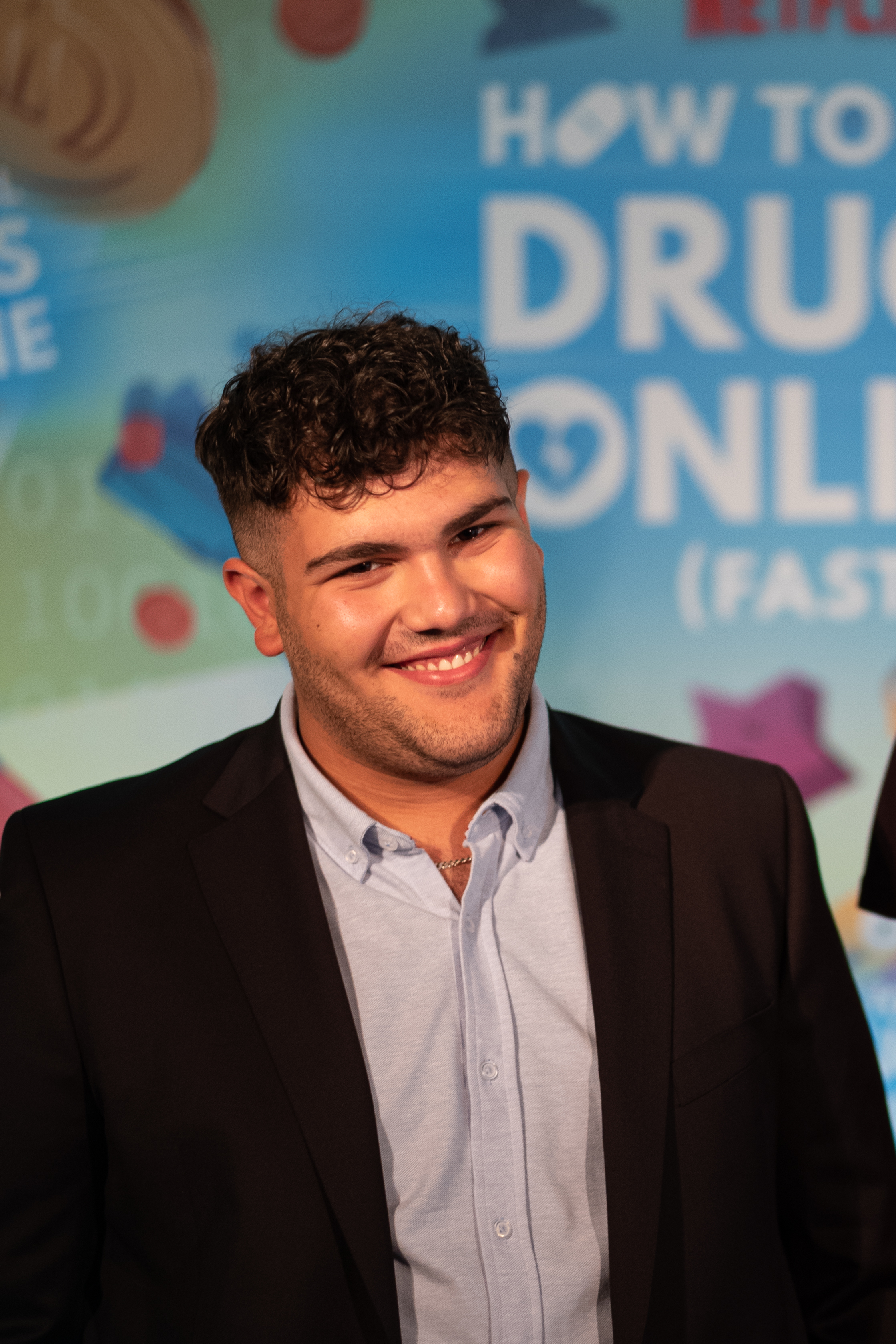
Danilo Kamperidis (2019)

Danilo Kamperidis (auch Danilo Kamber; * 2000 in Hamburg) ist ein deutscher Schauspieler.

## Werdegang
Kamperidis spielte die Rolle des Anton in der elften Staffel der Kinderserie Die Pfefferkörner. Seit 2019 verkörpert er in der deutschen Netflix-Produktion How to Sell Drugs Online (Fast) eine Rolle im Hauptcast.

## Filmografie
- 2014: Unter anderen Umständen: Das verschwundene Kind (Fernsehfilm)
- 2014: Die Pfefferkörner (Fernsehserie)
- 2017: Intimate. Die Serie (Webserie)
- seit 2019: How to Sell Drugs Online (Fast) (Comedyserie)
- 2020: Großstadtrevier (Fernsehserie, Folge Der Preis eines Kindes)
- 2020: SOKO Köln (Fernsehserie, Folge Schrei nach Liebe)
- 2020: Ehrenpflegas[2]
- 2022: Becoming Charlie
- 2022: Buba
- 2023: Legend of Wacken
- 2025: Morden im Norden (Fernsehserie, Folge Die letzte Bestellung)